# Leo Hayter
Leo Hayter (* 10. August 2001 in London) ist ein britischer Radrennfahrer.

## Sportlicher Werdegang
Als Junior gewann Hayter 2019 das Junioren-Rennen von Omloop van Borsele und die Trofee van Vlaanderen. Zur Saison 2020 wurde er Mitglied im Development Team DSM. 2021, in seiner zweiten Saison in der U23, gewann der das U23-Rennen von Lüttich–Bastogne–Lüttich und eine Etappe der Tour de Bretagne Cycliste. Zum Saisonabschluss sicherte er sich den britischen U23-Meistertitel im Einzelzeitfahren.
Zur Saison 2022 wechselte Hayter zum Team Hagens Berman Axeon. Im Juni gewann er zwei Bergetappen des Giro d’Italia Giovani Under 23 und legte damit auch den Grundstein für den Gewinn der Gesamtwertung. Eim Einzelzeitfahren verteidigte er seinen nationalen U23-Meistertitel, bei den UCI-Straßen-Weltmeisterschaften gewann der die Bronzemedaille in der U23.
2022 wurde Hayter bereits als Stagiaire für bei Ineos Grenadiers eingesetzt, um zur Saison 2023 festes Mitglied im UCI WorldTeam zu werden. Bei der Settimana Internazionale Coppi e Bartali 2023 erreichte er als Fünfter der Gesamtwertung eine Spitzenplatzierung. Im Mai 2023 wurde bei ihm eine Depression diagnostiziert, die an daran hinderte, zu trainieren und Rennen zu fahren, und ihn zu einer fünfmonatigen Rennpause zwang. Nach einem Rückfall im Mai 2024 machte Hayter seine Erkrankung öffentlich. Im August entschied er sich, das Team Ineos zu verlassen und seine Karriere im Radsport zu pausieren, um zunächst eine Therapie zu beginnen.

## Familie
Leo Hayter ist der jüngere Bruder von Ethan Hayter, der ebenfalls professioneller Radrennfahrer ist. 2021 wurden beide britische Meister im Einzelzeitfahren, Leo in der U23 und Ethan in der Elite.

## Erfolge
2019
- Trofee van Vlaanderen
- EPZ Omloop van Borsele

2020
- Mannschaftszeitfahren Ronde de l’Isard

2021
- Lüttich–Bastogne–Lüttich U23
- eine Etappe Tour de Bretagne Cycliste
- Britischer Meister – Einzelzeitfahren (U23)

2022
- Gesamtwertung und zwei Etappen Giro d’Italia Giovani Under 23
- Britischer Meister – Einzelzeitfahren (U23)
- Weltmeisterschaften – Einzelzeitfahren (U23)